# Caine (hudebník)
Caine, vlastním jménem Jaroslav Matějovský (* 1971), je český hudebník. Působí jako bubeník v punkové skupině Znouzectnost, několik alb ale vydal i sám jako písničkář. Na nich hraje na elektro-akustickou mandolu či mandokytaru, ostatní nástroje svěřil Haasbandu, který tvoří pouze multiinstrumentalista Přemysl Haas.
Jeho texty často obsahují odkazy na křesťanství, Caine je členem Československé církve husitské. Hrál i v dalších hudebních skupinách, např. v Pellarovu panoptiku laciných písní, skupině Navzájem, v uskupení 3 dřeváci (část repertoáru této skupiny tvořily jeho písně) nebo ve skupině Disharmonici či Vrámci Možností. Složil i několik písní z repertoáru Znouzectnosti (např. Kočka, Ti z gumy, Černej šerif, Za desatero prohrami a další).
Na koncertech vystupoval i s Přemyslem Haasem a Vlaďkou Haasovou – dohromady tvořili CAINEtrio. Později vystupoval i za doprovodu muzikantů z kapely Vrámci Možností – s kytaristou Radkem Dvořákem a cajonistou FíFou Hájkem. Několik koncertů již také odehrál s banjistou Radimem Humlem coby Cainehorns.
Od roku 2012 Caine tvoří pod novým jménem Caine-Mi jeden autorsko-interpretační tým se svou ženou,  zpěvačkou a perkusistkou Assou Mi, a prezentují se jako „2 písničkoví básnilci... v Jednom“. Caine-Mi hostují v jedné skladbě na albu Jiřího Smrže Nedokončené (2019).

## Sólová diskografie
- 1996 – Caine '96 – Nekonečno
- 2003 – Tajemství na dálku stačí (2CD, na druhém disku vyšla v reedici předchozí kazeta)
- 2005 – Myšionáři
- 2005 – Živě (spolu s Jitkou Rusovou)
- 2007 – Pro jediný vlas víly
- 2010 – Nadosah

## Fotogalerie

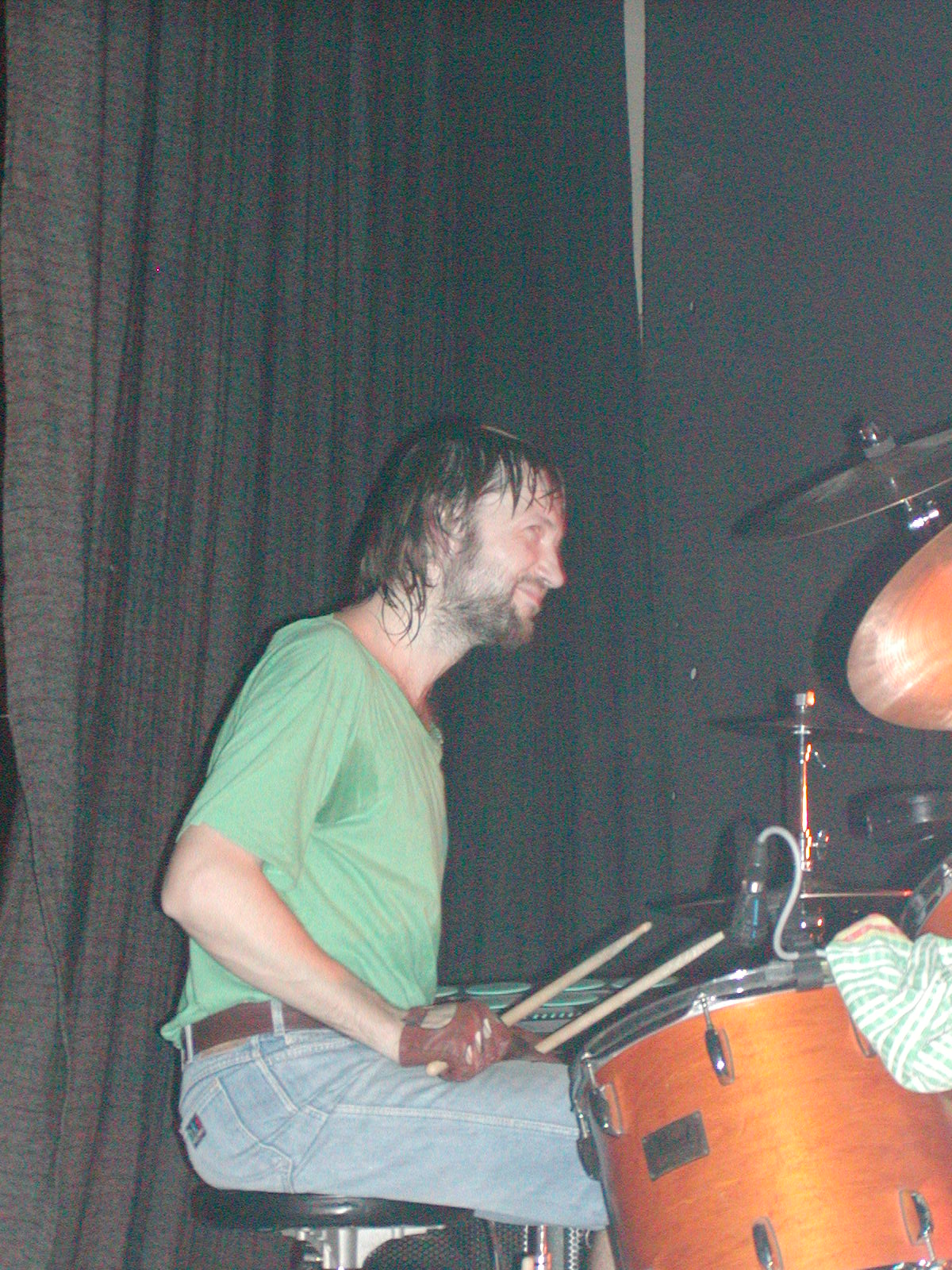
Caine hrající na bicí v kapele Znouzectnost
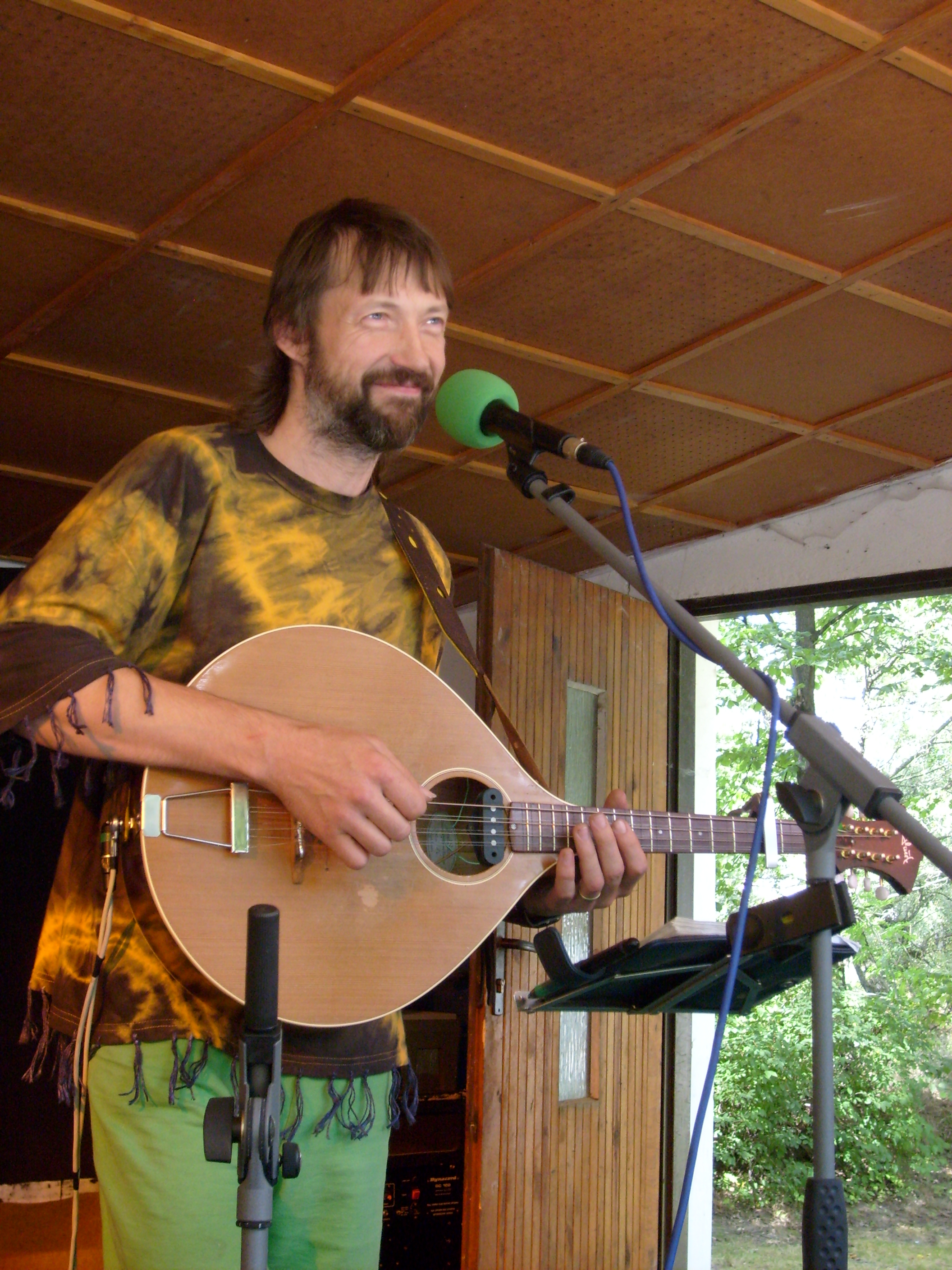
Caine s mandolou na festivalu Otevřeno v Jimramově 2007
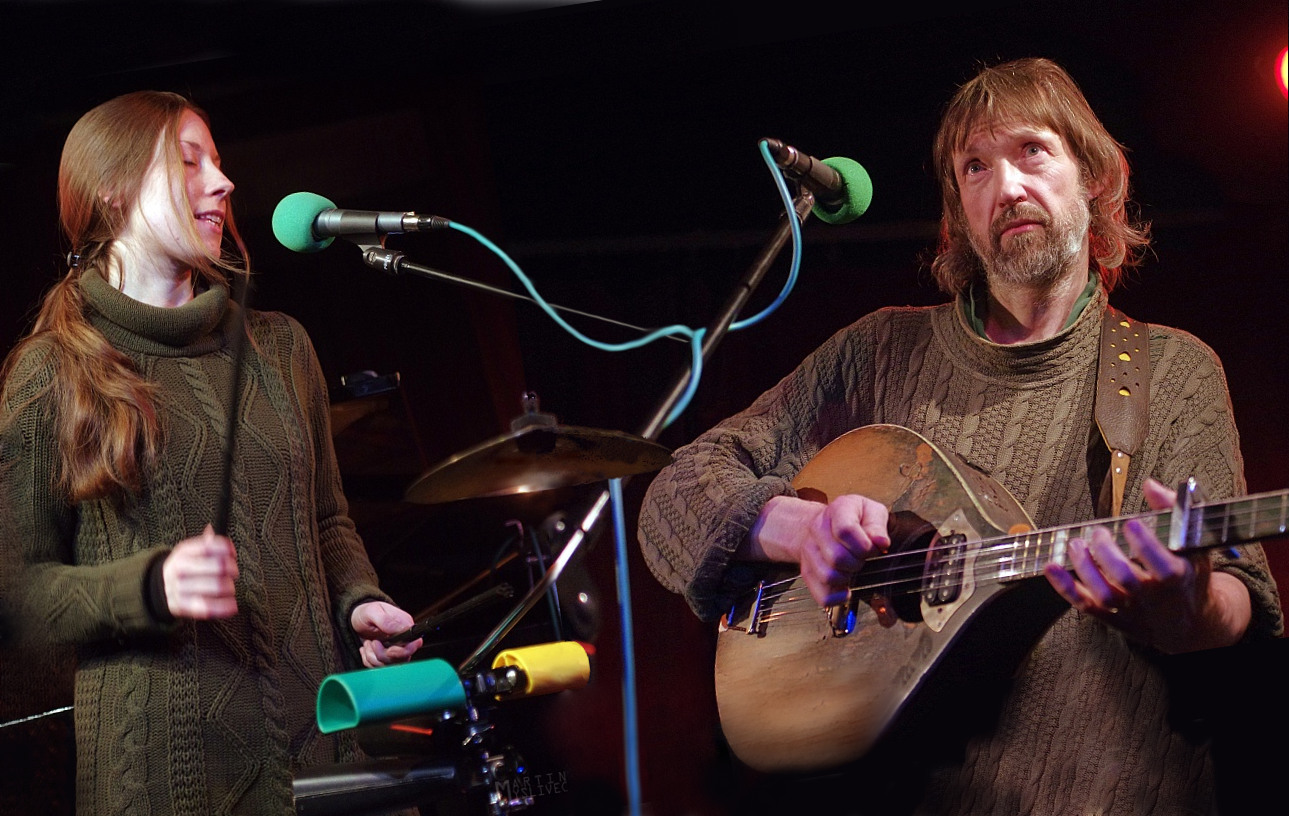
Caine-Mi při vystoupení Osamělých písničkářů v Kaštanu 2016